# Skov- og landskabsingeniør
Skov- og landskabsingeniør er en professionsbacheloruddannelse ved Københavns Universitet. Uddannelsen hører under Institut for Geovidenskab og Naturforvaltning og udbydes på Sjælland på Skovskolen Nødebo og i Jylland på Skovskolen Djursland i Auning (Eldrupgård).
Bacheloruddannelsen tager fire år og kan umiddelbart bruges i erhvervslivet. Uddannelsen giver også mulighed for at læse videre på nogle af universitetets kandidatuddannelser. 
I løbet af uddannelsen bliver eleverne undervist i økologi, ledelse, teknik, planlægning, økonomi og jura med forbindelse til naturområder, skove, parker og andre grønne områder. Undervisningen er sammensat af teoretiske og prakiske forløb med øvelser, ekskursioner og projektopgaver. I uddannelsen er indlagt 8 måneders praktikforløb i en virksomhed i enten Danmark eller udlandet. Uddannelsen afsluttes med et selvstændigt bachelorprojekt.
Sideløbende arbejder man med skov- og landskabsområder i en større sammenhæng i et virksomheds- eller samfundsmæssigt perspektiv.